# Сёрин-рю
Сёрин Рю (яп. 小林流) — одно из основных современных Окинавских боевых искусств и один из старейших видов карате. Было основано Тёсином Тибаной в 1933 году. Сёрин Рю сочетает элементы традиционных боевых стилей Сюри-тэ.

## История

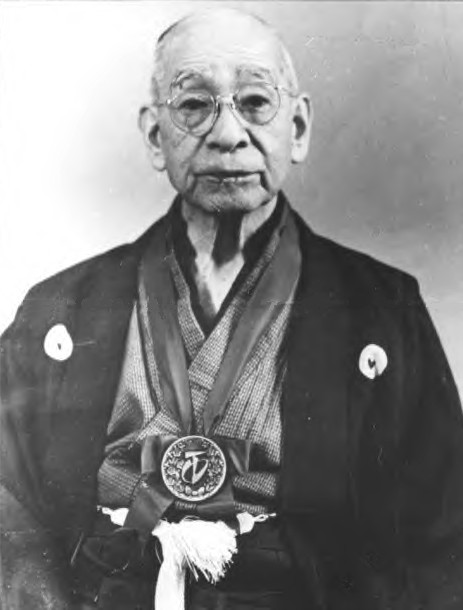
Тёсин Тибана, основатель Сёрин-рю карате

Тёсин Тибана был одним из лучших учеников мастера Сюри-тэ, Анко Итосу. Анко Итосу был лучшим учеником Мацумура Сокон, который был известным воином своего времени; телохранитель трех королей Окинавы, он был назван "Миямото Мусаси Окинавы", и его короли называли «буси», или воин. Несмотря на то, что его часто называют «основателем» Сюри-тэ, он не изобретал все компоненты стиля. Он синтезировал свои знания искусства окинавского с китайскими боевыми искусствами, которому он обучался в своих путешествиях, и обучал ему как целостной системе некоторых учеников, которые впоследствии улучшили её и передали дальше. В 1933 году Тёсин Тибана решил назвать свой стиль Сёрин-рю, в честь китайских корней Шаолинь, чтобы отличать его от других стилей, которые были модифицированы относительно первоначального учения Анко Итосу. До этого времени названий стилей в Окинаве не было (хотя и распространены в Японии для японских боевых искусств).

## Особенности стиля
Для Сёрин-рю обычно характерно естественное дыхание, естественные (узкие и высокие) стойки и круговые движения, вместо прямых.

## Направления
- Сёрин-рю Сидокан, обычно называемые Сидокан, или Окинавский Сидокан
- Сёринкан
- Сёрин-рю кюдокан, обычно называемый кюдокан
- Осюкай
- Окинавский Сёрин-рю Синкокаи

## Ката
Это список основных серий ката, которые изучаются в Сёрин-рю карате. Не все ката практикуют во всех школах. В некоторых стилях Сёрин-рю Кихон ката преподается до или вместо Фукюката.
- Кихон
- Фукюката[англ.]
- Тайкёку
- Найханчи[англ.]
- Пинан
- Пассай[англ.]
- Кусанку[англ.]
- Чинто (ката)[англ.]
- Годзюсихо[англ.]
- Дзион